# 常盤薬品工業
常盤薬品工業株式会社（ときわやくひんこうぎょう、英語：TOKIWA Pharmaceutical Co.,Ltd.）は、兵庫県神戸市中央区港島中町に本社を置く製薬・トイレタリーの製造販売をおこなう企業である。
コーポレート・スローガンは、「カラダ・ココロ“トキメキ”創造企業」である。2002年8月までは「もっと健康に。」であった。

## 概要
創業者の中井一男が、1949年（昭和24年）に大阪で一般医薬品・栄養補助食品の販売を目的として創業した。現在に至るまで、一般向け薬品を中心としており（南天のど飴、パスビタン=ビタミン主薬製剤、ムシイチ=鎮痒消炎薬など）、栄養ドリンク（ビタシーシリーズ・グロンビターシリーズなど）、清涼飲料水（眠眠打破など）、化粧品（NOVシリーズ、なめらか本舗シリーズ、SANAシリーズなど）、健康食品、特定保健用食品、配置薬などの事業を多角的に行っている。
2002年（平成14年）9月に、訪問販売用化粧品の最大手として知られるノエビアにより買収され、同グループの傘下企業の一社となる（2011年（平成23年）6月の組織再編により同年3月に設立されたノエビアホールディングスの完全子会社となる）。元々同社のトイレタリー部門だった敏感肌用の商品を扱う「NOV」、基礎化粧品の「SANA」の両ブランドを併合し、トイレタリー業界でも勢力を強めている。

## 沿革
- 1949年（昭和24年） - 中井一男（創設者）により創業。
- 1954年（昭和29年） - 法人設立。
- 2002年（平成14年）9月 - 婦人用化粧品のノエビア（神戸市）の買収により子会社となる。

※ 子会社化に伴い、これまで制定されていたシンボルマークが無くなり、「常盤薬品」のロゴタイプの下に「NOEVIR GROUP」のロゴタイプが記されるようになる。2011年（平成23年）3月にノエビアの新しいシンボルマークが制定されたことに伴い、「NOEVIR GROUP」のロゴタイプも同時期に変更されている。
- 2004年（平成16年）6月30日 - ノエビアの完全子会社となる。
- 2004年（平成16年）9月 - ノエビア傘下でトイレタリー商品を扱ってきたサナ、ノブの2社を吸収合併。

※以前の本社は大阪市住吉区我孫子に存在していた。ノエビア傘下に移るのに伴いマーケティングや宣伝・営業の本部を東京本社と神戸本社に移転した。なお、自社工場は三重県伊賀市に所在する。
- 2011年（平成23年）6月 - ノエビアからの現物配当により、ノエビアホールディングスの子会社となる[2]。
- 2012年（平成24年）2月27日 - 東京本社を東京都中央区銀座にあるノエビア銀座ビル内に移転。
- 2012年（平成24年）4月1日 - ノエビアが製造する通販専用の敏感肌向けブランド「シンプス」の運営を自社に移管。
- 2016年（平成28年）1月19日 - 医薬品「南天のど飴」の全製品（配置用製品の「常盤のど飴」を含む）に原薬製造工程において製造販売承認書に記載されていない成分（デキストリン・リン酸カルシウム）を使用していることを確認、商品の自主回収を発表。自主回収に伴い一時販売を休止していたが、同年8月に販売再開された（販売再開に際し、製造番号の末尾に"A"が追加されるほか、ラインナップを「南天のど飴（黒糖シナモン風味）」、「南天のど飴U（はちみつ梅風味）」、「南天のど飴S（はちみつジンジャー風味）」、「南天のど飴Y（はちみつゆず風味）」の4フレーバーに絞り、「南天のど飴クール（黒糖ミント風味）」と「南天のど飴H（はちみつハーブ風味）」はそのまま終売）。
- 2019年（平成31年）2月4日 - 大阪市中央区安土町3-5-12 御堂筋安土町ビルにあった本社を兵庫県神戸市中央区港島中町6-13-1 ノエビア神戸ビルに移転。

## 所在地
神戸本社
兵庫県神戸市中央区港島中町6-13-1 ノエビア神戸ビル
東京本社
東京都港区南青山1-2-6 ラティス青山スクエア 5F

### 工場・研究所
三重工場
三重県伊賀市白樫字永谷2604-5
グループ総合研究所
滋賀県東近江市岡田町112-1

## 商品

### 医薬品
★印：配置用製品
風邪薬
- 救風★【指定第2類医薬品】 - 葛根湯エキスを配合した顆粒タイプのかぜ薬。
- 救風ゴールド★【指定第2類医薬品】 - 地竜エキスを配合したカプセルタイプのかぜ薬。
- 救風ゴールドDX★【指定第2類医薬品】 - 地竜エキスに加え、ゴオウエキスも配合したカプセルタイプのかぜ薬。

鎮咳去痰薬
- 南天のど飴【第3類医薬品】 - 南天実エキスを配合したドロップタイプのせき止め薬。黒糖シナモン風味。なお、配置向け製品に同一処方の「常盤のど飴【第3類医薬品】」がある。2012年（平成24年）9月にチャック付パウチ包装24錠を追加発売。2014年（平成26年）8月にパッケージのベースカラーをより明るめの赤に変え、容量を変更（箱：24錠 → 18錠、パウチ：24錠 → 22錠、缶：60錠 → 54錠）してリニューアル。
- 南天のど飴U【第3類医薬品】 - 2012年（平成24年）9月発売。「南天のど飴」のはちみつ梅風味。2014年（平成26年）8月にパッケージのベースカラーをより明るいピンクに変更し、チャック付パウチ包装は容量を変更（24錠 → 22錠）してリニューアル。さらに、18錠入りの箱タイプと54錠入りの缶タイプを追加して3容量となった。
- 南天のど飴クール【第3類医薬品、終売品】 - 「南天のど飴」の黒糖ミント風味。2010年（平成22年）9月のリニューアル時に「南天のど飴」と容量を揃え、2012年（平成24年）9月にチャック付パウチ包装24錠を追加発売。2014年（平成26年）8月にベースカラーをより明るいブルーに変え、ラインナップをチャック付パウチ包装のみに集約。容量を変更（24錠 → 22錠）してリニューアル。
- 南天のど飴H【第3類医薬品、終売品】 - 2012年（平成24年）9月発売。「南天のど飴」のはちみつハーブ風味。チャック付パウチ包装仕様。2014年（平成26年）8月にベースカラーをより明るめのグリーンに変え、容量を変更（24錠 → 22錠）してリニューアル。

胃腸薬
- トキワ胃腸薬【第2類医薬品】
- 赤玉小粒はら薬★【第2類医薬品】

便秘薬
- コーラルスルー★【第2類医薬品】 - ビサコジルを配合した腸溶性ミニソフトカプセルタイプの便秘薬。

外皮用薬
- ムシイチ★【第2類医薬品】 - ジフェンヒドラミン、グリチルレチン酸、ジブカインを配合した鎮痒消炎薬。なお、店頭販売も行っていたが、2014年をもって販売終了となり、配置用のみとなっている。

目薬
- アイエースV クール★【第2類医薬品】 - ネオスチグミンメチル流酸塩、酢酸d-α-トコフェノール（天然型ビタミンE）、ナファゾリン塩酸塩などを配合したクールタイプの目薬（製造販売元：ロート製薬）。

### 栄養ドリンク
- ビタシー【指定医薬部外品】 - 100ml入りドリンク。2013年（平成25年）2月にリニューアルを行った。現在は「ビタシー1000（「ビタシー」から改名）」と「ビタシーDXスーパー3000（「ビタシーDX Super」から改名）」の2種類が発売されている。
- ビタシーゴールド【指定医薬部外品】 - 50ml入りミニドリンク。2013年（平成25年）2月にニンニクを新配合し「ビタシーゴールドD」としてリニューアルした。
- ビタシーローヤル - 100ml入り医薬品ドリンク。タウリン2,000mgを配合した「ビタシーローヤル2000【第3類医薬品】」、タウリン3,000mgとイカリソウを配合した「ビタシーローヤル3000【第2類医薬品】」に加え、2014年（平成26年）4月にはタウリン3,000mgとローヤルゼリーを配合しながら、糖類ゼロ・カフェインゼロ・低カロリー（1本16kcal）設計とした「ビタシーローヤル3000ZERO【第3類医薬品】」を発売した。
- グロンビター - 植物生薬イカリソウを配合した「新グロンビターD【第2類医薬品】」や人参・ゴオウ・鹿茸などの強壮生薬を配合した「グロンビターデラックスK【第2類医薬品】」の2種類があり、長年、医薬品ドリンク剤のブランドとして発売されていたが、2015年（平成27年）1月にコンビニエンスストア向けに、エゾウコギ・クコシ・ローヤルゼリーなどを配合した30mlアンプル容器入り・ストロー付の「グロンビター内服液L【指定医薬部外品】」を発売した。
- ノーリツ★ - 配置薬向けの栄養ドリンク。タウリン3,000mg、ジクロロ酢酸ジイソプロピルアミン、生薬のケイヒ・トウキを配合した「ノーリツZ DX【第3類医薬品】」とイカリソウやオロチン酸、チアミン、リボフラビン、ピリドキシンを配合した「新ノーリツD【第2類医薬品】」の2種類がある。
- パスビタンDX【第3類医薬品】 - ベンフォチアミン（ビタミンB1誘導体）をはじめとする4種類のビタミンに、コンドロイチン硫酸ナトリウム、ニンニク（オキソアミヂン末）を配合したドリンクタイプのビタミンB1主薬製剤。

上記以外にも配置向け製品や特定店舗向け製品も発売されている。

### 清涼飲料水
- 眠眠打破 - カフェイン配合の眠気覚ましドリンク。コーヒー味と濃抹茶味の2種類。2014年（平成26年）3月にコーヒー味をリニューアル。アルギニンと7種の東洋ハーブをブレンドした「ハーブミックス」を配合するとともに、味わいやパッケージデザインも変更した。濃抹茶味も同年6月にコーヒー味同様にリニューアルを行った。
- 強強打破 - 「眠眠打破 コーヒー味」をベースに、高麗人参とガラナを配合した濃コーヒー味の処方強化版。2014年（平成26年）3月に「眠眠打破 コーヒー味」同様に、アルギニンと「ハーブミックス」の配合、味わいやパッケージデザインの変更を行いリニューアルされた。
- 激強打破 - 2015年（平成27年）3月発売。レギュラーコーヒー2.5杯分のカフェイン、アルギニン、ヒスチジン塩酸塩に加え、マカやカンカニクジュヨウなどの18種類の成分も配合。
- MIN-MIN Sparkling（ミンミンスパークリング） - 2014年（平成26年）4月発売。アルギニン、カフェイン、BCAA（必須アミノ酸）などの栄養成分を配合したシトラスカプサイシン味のボトル缶入り炭酸飲料。販売開始当初は九州・沖縄地区のコンビニエンスストア限定で発売されたが、同年9月からパッケージを小変更して販売エリアを全国に拡大し、販売チャネルも量販店・サービスエリア・パーキングエリア・ドラッグストアへ拡大した。
- なめらか本舗 - 元々は「サナ」のサブブランドの一つとしてスキンケアアイテムを発売してきたが、2015年（平成27年）3月にイソフラボンにコラーゲンやヒアルロン酸を配合した美容ドリンク「なめらか本舗 イソフラボン<ドリンク>」を発売し、同年6月には炭酸入り美容ドリンク「なめらか本舗 イソフラボン<スパークリング>」を発売した。なお、「なめらか本舗」のドリンク類は当社が発売元となるため、「SANA」ロゴではなく「常盤薬品」ロゴとなる。

### 食品
- 各種栄養補助食品の企画・製造・販売

### 化粧品
化粧品は現行製品のほとんどをグループ会社のノエビアが製造販売を行っている。
- サナ - 低価格帯の化粧品（一部医薬部外品を含む）を扱うブランド。傘下にいくつかのサブブランドがある。
  - なめらか本舗 - 2004年（平成16年）から発売されている大豆イソフラボンを含有する豆乳発酵液を配合したスキンケアブランド。ラインナップも保湿ライン・美白ライン・ハリつやライン・リフトライン・リンクルラインと複数のラインがある。
  - エクセル - メイクアップブランド。2012年（平成24年）4月にブランドリニューアルを行っている。
  - ナチュラルリソース - 自然派・無添加（無香料・無着色・無鉱物油・石油系界面活性剤/エチルアルコール/防腐剤(パラベン)/合成酸化防止剤(BHT)フリー・ノンシリコン）設計のスキンケア&ベースメイクブランド。2014年（平成26年）8月にスキンケアアイテムを全面刷新した。
  - 毛穴パテ職人 - ベースメイクブランド。
  - スーパークイック - アイメイク関連（アイライナー・アイブロウ・マスカラ）を中心としたメイクアップブランド。
  - 舞妓はん - 2004年（平成16年）から発売されている和系メイクアップブランド。ベースメイクが中心だが、アイライナーもラインナップしている。2015年（平成27年）4月にブランドリニューアルを行った。
  - エステニー - ボディソープとマッサージアイテムを品揃えするボディケアブランド。
  - 薬用スカルプ【医薬部外品】 - ヘアケアブランド。
  - ニプレス - ボディケアブランド。主に女性の乳首を隠すための商品で、ビキニ着用時などに装着する。
- ノブ - 敏感肌向けスキンケアブランド。ヘアケアやメイクアップアイテムもラインナップしている。

## その他
ノエビアによる完全子会社化前以前は、在阪局（毎日放送・朝日放送・関西テレビ・読売テレビ・テレビ大阪）発の全国ネット番組を中心に、関西テレビ制作火曜夜10時枠の連続ドラマ→関西テレビ制作・月曜夜10時枠の連続ドラマなどのドラマ番組・「三枝の国盗りゲーム」（朝日放送）などのクイズバラエティー番組などのスポンサーとなっていた。一方で1988年以降には、「テレビあッとランダム」→「徳光のTVコロンブス」（テレビ東京）や「火曜スーパーワイド」→「火曜ミステリー劇場」（ともにテレビ朝日系の2時間単発番組）の複数社の1社や「土曜ワイド劇場」のスポンサーだった時代（1995年4月 - 1997年3月の番組2代目・3代目オープニング時代の複数社の1社）もあった。さらに、「火曜サスペンス劇場」(1995年4月 - 2002年3月)や「木曜洋画劇場」（現「水曜シアター9」）、「ファッション通信」、「ニュースステーション」(1999年4月 - 2002年3月、金曜日のみ)」「ジャングルTV〜タモリの法則〜」(MBS制作・1997年4月 - 1999年3月)、「金曜ロードショー」(1994年4月〜2002年3月)などにも提供していた。「ミズノオープン」（TBS・1997年）といったスポーツ番組にも提供していた。
2007年9月までは、フジテレビ系のドラマ「木曜劇場」枠スポンサーとしてCMが時折流れる事があった。現在、基本的にはスポットCMが中心となっている。2010年5月22日放送よりテレビ東京「釣り・ロマンを求めて」のスポンサーとなった。提供クレジットは眠眠打破である（2011年12月末で降板）。
アニメ・特撮番組枠では、1996年にTBSの「きこちゃんすまいる」の初期ごろに提供していた。その後はテレビ朝日の「マシュランボー」や「クレヨンしんちゃん」、「爆竜戦隊アバレンジャー」、「仮面ライダー響鬼」、「ふたりはプリキュア Max Heart」を加え、フジテレビの「空想科学世界ガリバーボーイ」「みどりのマキバオー」、「ゲゲゲの鬼太郎」、「中華一番!」、「ひみつのアッコちゃん(1998年版)」、「デジモンアドベンチャー」、「デジモンアドベンチャー02」、「デジモンテイマーズ」、「こちら葛飾区亀有公園前派出所」、読売テレビ制作・日本テレビでは、「金田一少年の事件簿」、「犬夜叉」の番組提供に参加していた。また、テレビ東京のテレビアニメ、「覇王大系リューナイト」、「とっても!ラッキーマン」、「こどものおもちゃ」、「天使になるもんっ!」、「無限のリヴァイアス」、「ビックリマン2000」、「幻想魔伝 最遊記」、「遊☆戯☆王 デュエルモンスターズ」(放送開始から2001年9月まで降板)、「とっとこハム太郎」(放送開始から2001年9月まで一時降板、2005年4月から再開。)、「キャプテン翼(2001年版)」、「サイボーグ009(2001年版)」、「テニスの王子様」、「ケロロ軍曹」、「マーメイドメロディぴちぴちピッチ」(テレビ愛知制作)、「スパイダーライダーズ 〜オラクルの勇者たち〜」、「MAR-メルヘヴン-」の番組スポンサーを務め、2006年7月以降は「おとぎ銃士赤ずきん」（初期ごろのみ）、「ジュエルペット」(テレビ大阪制作)、「しゅごキャラ!」、2011年6月より、「プリティーリズム・オーロラドリーム」、「プリティーリズム・ディアマイフューチャー」、「プリティーリズム・レインボーライブ」、「プリパラ」(2016年3月まで降板)、「アイカツ!」(2013年10月、2014年10月、2015年10月のみ。)、「ミュークルドリーミー」のスポンサーを担当した。2012年4月より、テレビ東京系列日曜8時30分のアニメ番組枠を各15秒ずつ放送された。そのため、テレビ東京系のアニメ番組で最も放送された中でも、この同社でスポンサーを務めた唯一のケースとなる。2016年4月2日より、読売テレビ制作土曜夕方枠のアニメ(パーティシペーション)を2回×15秒ずつ放送中には、この同社でスポンサーを務めている。
現在は「GROOVE LINE Z」（J-WAVE）内の「QUIZ MASTER」（放送時間は月 - 木曜の17:40ごろ - 17:50ごろ）では眠眠打破名義で提供、2013年10月からは、「桂南天のラジオ米朝一門会」（ラジオ大阪）のスポンサーとして現在放送中。

### CM出演者
- 山本晋也（ディノ-バランス）
- 中村泰士（同）
- 佐川満男（同）
- 千代の富士（ビタシーZ）
- ケビン・ベーコン（同）
- 志村けん（ビタシーゴールド）
- 伊原剛志（同）
- 仲間由紀恵（同）
- 大塚寧々（同）
- 清原和博（同）
- 佐々木主浩（同）
- さだまさし（パスビタンD）
- 永作博美（ベジタブルウォーター）
- 月亭可朝（南天のど飴）
- 工藤夕貴（同）
- 七瀬なつみ（同）
- 吉本多香美（同）
- はしのえみ（同）
- 中江有里（Lapis）
- SDN48（眠眠打破、2011年7月 - 2012年3月[3]）
- JKT48（なめらか本舗 美白ライン、2012年4月 - 同年9月[4]）
- NMB48（眠眠打破、2012年7月 - 2013年3月[5]）
- 指原莉乃（なめらか本舗 保湿ライン・美白ライン、2012年10月 - [6]）
- 渡辺美優紀（南天のど飴、2012年10月 - 2014年3月[7]）などがいる。化粧品ブランド『スーパークイック』のイメージモデルは森摩耶[8]。
- 芹那（眠眠打破、2013年7月 - 2013年12月[9]、SDN48時代にもユニットの一人として参加）
- 秋元康（眠眠打破、2014年4月 - 2015年3月[10]）
- 鈴木奈々（毛穴パテ職人、2014年5月 -[11]）
- 坂井真紀（なめらか本舗 リンクルライン、2015年8月 -[12]）
- HKT48（2016年）

## 関連会社
- エバース
- 常盤ピーシーオー
- ディー・エス・シー